# قلعة فيروز كوه
قلعة فيروز كوه (بالفارسية: قلعه فیروزکوه) هي قلعة تاريخية تعود إلى عصر القرن السادس والسابع الهجري، وتقع في فيروز كوه.